# アリシア・レット
アリシア・レット（Alicia Rhett、1915年2月1日 – 2014年1月3日）は、アメリカ合衆国の女優、肖像画家。1939年の映画『風と共に去りぬ』のアシュレイ・ウィルクスの妹インディア・ウィルクス（India Wilkes）役で知られていた。

## 生涯

### 生い立ち
アリシア・レットは、1915年2月1日、ジョージア州サヴァンナに父エドモンド・レット（Edmund M. Rhett）、母イザベル・マードック（Isabelle Murdoch）の間に生まれた。母イザベルはイギリス、リヴァプールからの移民。父エドモンドはサヴァンナで技師をしていたが、第一次世界大戦にアメリカ軍の将校として従軍し戦死した。父の没後、イザベルとアリシアはサウスカロライナ州のチャールストンに移り、レットはチャールストンで舞台女優となる。

### 風と共に去りぬ
1936年『募兵官』に出演中、映画監督のジョージ・キューカーの目に留まる。1930年代終わりごろのハリウッドは、デヴィッド・O・セルズニックが製作を決定していた映画『風と共に去りぬ』の主役スカーレット・オハラを演じる女優候補を広く募集していた。スカーレット役選びは映画制作前の一大キャンペーンとして、全米各地にてオーディションが行われた。スカウトのケイ・ブラウンは広くこの映画にふさわしい南部美女としてレットもその中に挙がっていた。 
レットは、メラニー・ハミルトン役でオーデションを受けたが、メラニー役はオリヴィア・デ・ハヴィランドになった。1937年3月、キューカー監督は改めて、レットにアシュレイ・ウィルクスの妹インディア・ウィルクス役をオファーした。『風と共に去りぬ』のヒット後、自分にふさわしい役柄が見つからないことを理由に、1941年レットは映画界を引退、ハリウッドを離れサウスカロライナに戻った。サウスカロライナに戻ったレットは、チャールストンのラジオ放送局WTMAで俳優やアナウンサー志望者のためのアクセント講師の職に就いた。

### 肖像画家
レットは『風と共に去りぬ』出演以前から、スケッチや肖像画など絵画の才能を見せていた。『風と共に去りぬ』に出演中にも、共演者の姿をスケッチやドローイングしている。間も無く、レットはチャールストン近在の米国軍人の肖像画を制作するようになった。レットの作品としてはルイス・エミール・デンフェルド提督の肖像画や、エステレーヌ・ウォーカー（Estellene P. Walker）司祭の肖像画があり、後者はサウスカロライナ州立図書館に展示されている。また、レットは後に『風と共に去りぬ』の続編『スカーレット』を執筆するアレクサンドラ・リプリーの肖像画をリプリーが19歳の時に依頼されている。
特に注目された肖像画としては、シャーロット・ブラウン・リド未亡人によって依頼されたクラウディウス・マーレー・リド卿の肖像画とウィリアム・ハリソン・スキャーボロー作『ミラー姉妹』の修復である。これらの肖像画はクラウディウス・マーレー・リド・ジュニア邸に所蔵されている。この他、挿絵画家としても活動し、『サウスカロライナインディアン』（South Carolina Indians、1965年、ベス・コーズィ、レイラ・ダービー作）などの本に挿絵を描いた。

### 死去
2014年1月3日、アリシア・レットは、サウスカロライナ州チャールストンで老衰のため死去した。98歳だった。
2013年時点では『風と共に去りぬ』に出演した俳優の中で最高齢であった。レットの死により、メラニー役のオリヴィア・デ・ハヴィランド（1916年7月1日生まれ）が存命俳優で最年長となった。

## フィルモグラフィー
- 風と共に去りぬ（1939年、インディア・ウィルクス役）